# Hohes Kreuz
Hohes Kreuz település Németországban, azon belül Türingiában. Lakosainak száma 1249 fő (2023. december 31.).

## Népesség
A település népességének változása:
| Lakosok száma | 1251 | 1274 | 1246 | 1303 | 1249 |
|               | 2017 | 2019 | 2021 | 2022 | 2023 |